# اندیس مس داوری
مس داوری یک اندیس فلزی است که در حوالی شهر درپهن استان هرمزگان قرار دارد و مادهٔ معدنی موجود در آن، مس است.سنگ میزبان این اندیس آمیزه رنگین است  در این اندیس، پاراژنز‌های مالاکیت یافت می‌شوند.